# Nonito Donaire
Nonito Donaire (ur. 16 listopada 1982 w General Santos City) – filipiński bokser, były zawodowy mistrz świata federacji WBO w wadze super koguciej (junior piórkowej) oraz mistrz organizacji IBF w kategorii muszej (do 112 funtów), były mistrz wagi koguciej (do 118 funtów) federacji WBC oraz WBO.
Zawodową karierę rozpoczął w lutym 2002. Swoją pierwszą (i do 2013 jedyną) porażkę zaliczył już w swojej drugiej walce.
7 lipca 2007, w swoim dziewiętnastym pojedynku na zawodowym ringu, niespodziewanie zdobył tytuł mistrza świata IBF nokautując w piątej rundzie Wachtanga Darczinjana. W swojej pierwszej obronie mistrzowskiego pasa, 1 grudnia 2007, pokonał przez techniczny nokaut w ósmej rundzie Luisa Maldonado.
W 2008 roku stoczył tylko jeden pojedynek – 1 listopada pokonał przez techniczny nokaut w szóstej rundzie Moruti Mthalane. Pojedynek został przerwany po interwencji lekarza, który stwierdził, że rozcięcie nad okiem południowoafrykańskiego boksera jest na tyle duże, że uniemożliwia dalszą walkę. Ponieważ rozcięcie było wynikiem prawidłowo zadanego ciosu, zwycięstwo przyznano Filipińczykowi.
19 kwietnia 2009 roku po raz trzeci obronił mistrzowski tytuł, pokonując w czwartej rundzie Raula Martineza. Donaire dominował przez cały pojedynek, posyłając rywala na deski w rundzie pierwszej (dwukrotnie), drugiej oraz czwartej. Po ostatnim knockoucie sędzia bez liczenia przerwał walkę.
Federacja IBF zarządziła obowiązkowy pojedynek rewanżowy pomiędzy Donaire i Mthalane z uwagi na okoliczności zakończenia poprzedniego pojedynku między tymi bokserami. Jednak Donaire zrezygnował z tej walki, zrzekł się tytułu mistrzowskiego i zmienił kategorię wagową na wyższą. Początkowo miał się zmierzyć z Hugo Cázaresem o tytuł tymczasowego mistrza świata federacji WBA w kategorii junior koguciej. Do pojedynku jednak nie doszło. Ostatecznie Cázaresa zastąpił Rafael Concepción. 15 sierpnia 2009 roku Donaire pokonał rywala decyzją sędziów na punkty. Concepción nie był w stanie zmieścić się w limicie wagowym.
13 lutego 2010 miał się zmierzyć z Gersonem Guerrero, który jednak nie zdołał przejść badań medycznych. Meksykanina na trzy dni przed walką zastąpił jego rodak, Manuel Vargas, który w tym celu przeszedł dwie kategorie wagowe wyżej – z junior muszej do junior koguciej. Ostatecznie w pojedynku zwyciężył Donaire, nokautując rywala w trzeciej rundzie.
Do jego kolejnej walki doszło 10 lipca 2010, gdy zmierzył się z meksykańskim pięściarzem Hernanem Marquezem. Pokonał go przez TKO w ósmej rundzie, zdobywając tymczasowe mistrzostwo WBA w kategorii junior koguciej. Po tej walce znów zmienił kategorię wagową na wyższą i 4 grudnia 2010 stoczył walkę z byłym mistrzem świata federacji WBA w wadze koguciej, Wołodymyrem Sydorenko. Donaire wygrał z Ukraińcem przez KO w czwartej rundzie.
19 lutego 2011 pokonał Meksykanina Fernando Montiela przez TKO w drugiej rundzie, odbierając mu tytuły mistrza świata organizacji WBC i WBO w wadze koguciej (do 118 funtów). 4 lutego 2012 pokonał niejednogłośną decyzją Wilfredo Vazqueza Juniora zdobywając pas WBO w wadze super koguciej.
15 grudnia 2012 w Houston Donaire obronił ten tytuł wygrywając przez nokaut w trzeciej rundzie z Jorge Arce. Został wybrany bokserem roku 2012 przez magazyn The Ring.
Stracił tytuł 13 kwietnia 2013 w Nowym Jorku po przegranej na punkty z mistrzem świata federacji WBA Guillermo Rigondeaux. Była to druga przegrana Donaire na zawodowym ringu.
18 października 2014 w Kalifornii przegrał przez techniczny nokaut w szóstej rundzie Jamajczykiem Nicholasem Waltersem (25-0, 21 KO).
28 marca 2015 w Metro Manila, Filipińczyk wygrał przez techniczny nokaut w drugiej rundzie z Brazylijczykiem Williamem Prado (22-5-1, 15 KO), zdobywając wakujący pas Ameryki Północnej w kategorii super koguciej.
18 lipca 2015 w Makau wygrał przez techniczny nokaut w drugiej rundzie z Francuzem Anthonym Settoulem (20-4, 8 KO)
7 listopada 2019 w Saitamie w finale turnieju World Boxing Super Series, będącym też unifikacją pasów IBF i WBA wagi koguciej, przegrał na punkty z Naoya Inoue (19-0, 16 KO). Sędziowie punktowali na jego niekorzyść 111:116, 109:117 i 113:114.